# Graphis analoga
Graphis analoga är en lavart som beskrevs av Nyl. Graphis analoga ingår i släktet Graphis och familjen Graphidaceae.   Inga underarter finns listade i Catalogue of Life.